# Имперский камеральный суд

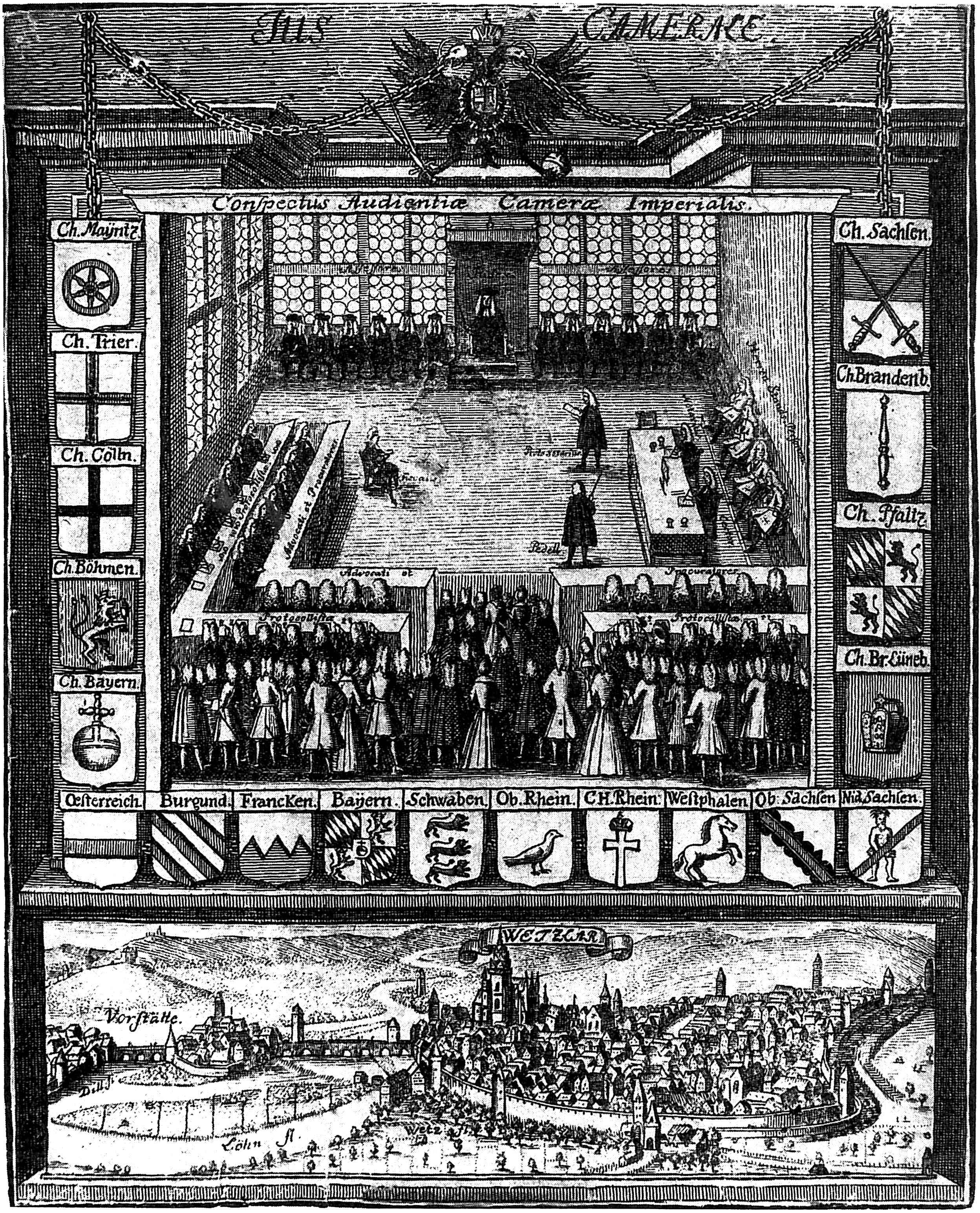
Заседание Высшего имперского суда, 1750

Имперский камеральный суд, известный также как Имперский Верховный суд, Имперская судебная палата или Рейхскаммергерихт (нем. Reichskammergericht) — высший судебный орган Священной Римской империи, учреждённый в рамках Имперской реформы 1495 года. Явился преемником Королевского камерального суда (нем. Königliche Kammergericht), находившегося при особе монарха и зависимого от него. С 1527 года постоянно находился в Шпайере. После разрушения города французскими войсками в 1689 году, суд переехал в Вецлар, где и оставался до ликвидации Священной Римской империи в 1806 году.
Имперский камеральный суд рассматривал апелляции и кассации на решения судов низших инстанций, а также споры между субъектами империи (светскими и церковными княжествами, имперскими рыцарями, вольными городами), между сословиями и монархами государств, входящих в империю, а также жалобы на действия императора. Из юрисдикции суда были исключены споры с князьями, имеющими привилегию non appellando (запрета на обжалование их действий их подданными в имперских органах — эрцгерцоги Австрии с 1453 года и курфюрсты), а также уголовные дела, кроме случаев, когда были нарушены базовые процессуальные нормы.
Устав суда 1495 года (Reichskammergerichtsordnung) в § 3 предусмотрел, что судьи должны руководствоваться ius commune (нем. gemeines Recht), придав рецепции римского права официальный характер.
Состав членов Имперского камерального суда определялся совместно императором и рейхстагом. Император назначал председателя суда (обычно им являлся представитель высшей немецкой аристократии), президентов судебных палат, а также некоторых судей. Большинство членов суда избиралось рейхстагом, причём если в начальный период существования суда лишь половина судей должна была иметь докторскую степень по римскому праву, то с 1548 года было предписано, чтобы такой степенью обладали все члены Высшего суда.

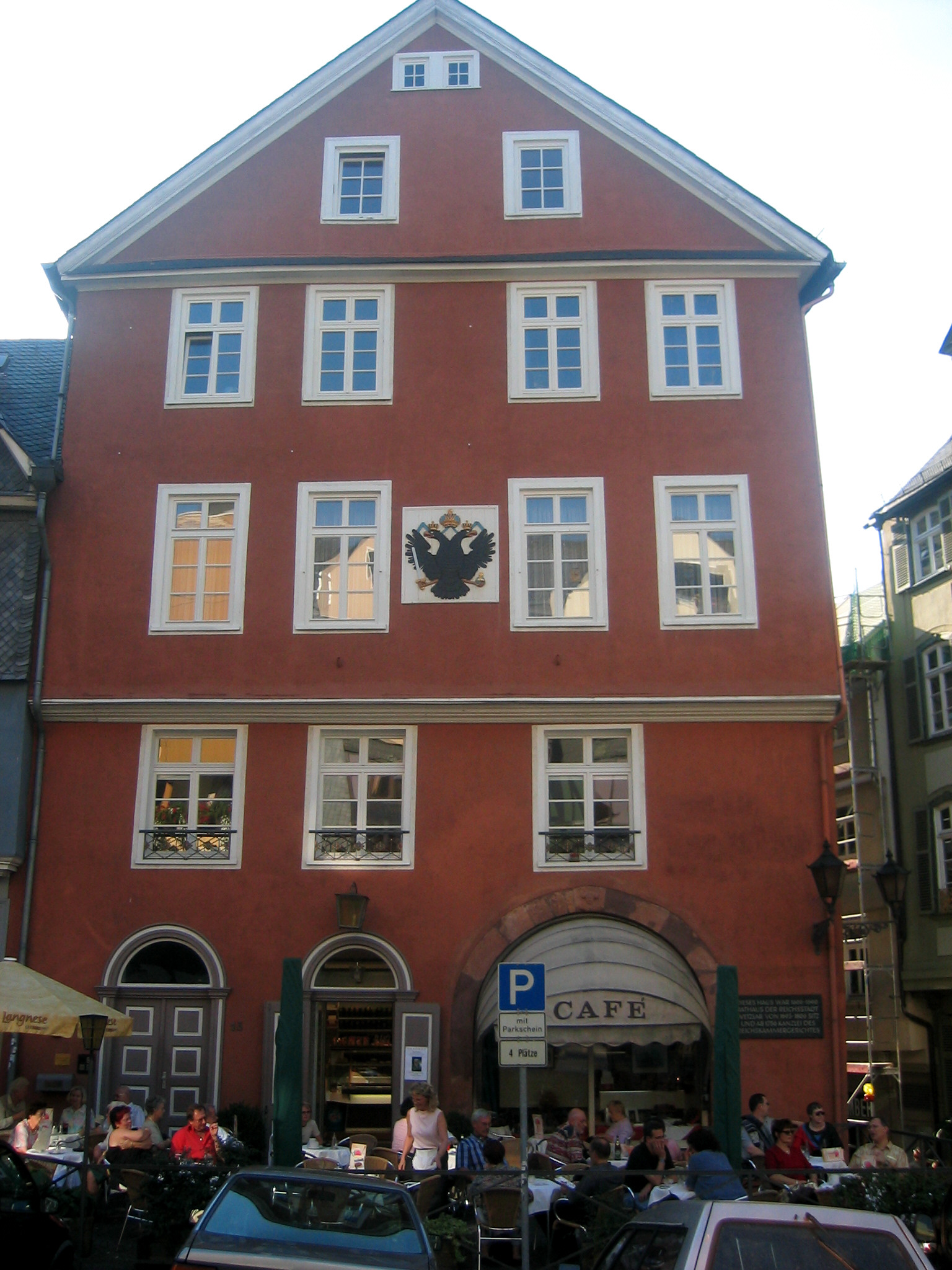
Здание Высшего имперского суда в Вецларе

Традиционно считалось, что деятельность Имперского камерального суда была крайне неэффективной: судебные процессы затягивались на десятилетия и столетия, а некоторые дела так и остались неразрешёнными к моменту роспуска Священной Римской империи в 1806 году Однако современные исследования материалов суда показали, что это происходило, в большинстве случаев, из-за потери интереса сторон, участвующих в процессе, к существу спора, в то время как значительное количество судебных дел разрешалось Имперским камеральным судом достаточно оперативно, иногда за несколько дней.
Деятельность Имперского камерального суда имела большое значение для поддержания единства Священной Римской империи. Во всех государственных образованиях империи действовало единое имперское право и единая судебная система, возглавляемая Имперским камеральным судом. Это был один из немногих элементов, объединяющих сотни немецких государств и полунезависимых владений в единый политический организм. Кроме того, с помощью Имперского камерального суда император мог оказывать влияние на внутренние процессы, происходящие в империи, и поддерживать свою власть. Значительную роль Имперский суд сыграл в утверждении в Германии гражданских прав и свобод. В частности, благодаря его постановлениям в империи установился принцип неприкосновенности частной собственности и жилища, а также свобода торговли и предпринимательства. В этой связи правомерно сравнение деятельности Имперского камерального суда с работой Национального собрания Франции в конце XVIII века.